# 코드라이트
코드라이트(CodeLite)는 C, C++. PHP, 자바스크립트(Node.js) 프로그래밍 언어를 위한 자유-오픈 소스 IDE이다.

## 역사
2006년 8월, Eran Ifrah는 코드라이트라는 이름의 자동 완성 프로젝트를 시작했다. 이 개념은 ctags, SQLite(여기서 CodeLite에서의 Lite의 기원이 됨), Yacc에 기반한 코드 완성 라이브러리를 만드는 것이었고 이는 다른 IDE들에도 사용이 가능했다. 나중에 클랭이 자동 완성의 선택적 파서가 되면서 기능을 크게 개선했다.
라이트에디터라는 데모 애플리케이션은 코드라이트 기능들을 시연하기 위해 개발되었다. 궁극적으로 라이트에디터는 코드라이트로 발전했다.

## 같이 보기
- SciTE
- WxWidgets
- Code::Blocks
- Geany